# Joigny
Joigny és un municipi francès, situat al departament del Yonne i a la regió de Borgonya - Franc Comtat. Hi van néixer Santa Magdalena Sofia Barat, fundadora de la Companyia del Sagrat Cor de Jesús, i l'escultor conegut per Juan de Juni, un dels iniciadors de la gran escola d'escultura castellana.

## Fills il·lustres
- Marcel Aymé (1902 - 1967) escriptor i dramaturg, Premi Renaudot de l'any 1929.